# Viola fruticosa
Viola fruticosa är en violväxtart som beskrevs av Wilhelm Becker. Viola fruticosa ingår i släktet violer, och familjen violväxter. Inga underarter finns listade i Catalogue of Life.